# Vážený geometrický průměr
Ve statistice máme soubor dat,
{\displaystyle X=\{x_{1},x_{2}\dots ,x_{n}\}}
a jim dané váhy,
{\displaystyle W=\{w_{1},w_{2},\dots ,w_{n}\}}
vážený geometrický průměr se spočítá takto
{\displaystyle {\bar {x}}=\left(\prod _{i=1}^{n}x_{i}^{w_{i}}\right)^{1/\sum _{i=1}^{n}w_{i}}=\quad \exp \left({\frac {\sum _{i=1}^{n}w_{i}\ln x_{i}}{\sum _{i=1}^{n}w_{i}\quad }}\right)}
Jestliže jsou všechny váhy shodné, jedná se o geometrický průměr.